# Myrmica luctuosa
Myrmica luctuosa är en myrart som beskrevs av Smith 1878. Myrmica luctuosa ingår i släktet rödmyror, och familjen myror. Inga underarter finns listade i Catalogue of Life.